# Герб Сармановского района
Герб муниципального образования «Сарма́новский муниципальный район» Республики Татарстан Российской Федерации.
Герб утверждён Решением № 51 Совета Сармановского муниципального района 2 марта 2006 года.
Герб внесён в Государственный геральдический регистр Российской Федерации под регистрационном номером 2293 и в Государственный геральдический реестр Республики Татарстан под № 42.

## Описание герба
«В червлёном поле золотой поющий соловей; в оконечности оба угла щита выпукло выделены зеленью и ограничены выходящими снизу и вписанными фигурами: справа золотой головкой колоса, слева — чёрным потоком».

## Символика герба
Птицы всегда вызывали у людей особые чувства, благодаря способности взлетать над землёй, им приписывались многочисленные и разнообразные свойства, прежде всего связанные с духовным развитием, творчеством. Птица как символ всегда воспринималась многогранно. В гербе Сармановского района соловей является символом возвышенности, творчества и устремлённости вперёд. Поющий соловей показывает успехи местных жителей в области культуры и искусства. Красный цвет дополняет символику соловья, а также указывает на красоту Сармановской природы и лучшие качества местных жителей: трудолюбие, мужество, оптимизм.
Экономическое развитие района, его хозяйственный фундамент основывается на сельском хозяйстве, отражённом золотой головкой колоса и зелёным цветом — символом природы, здоровья, плодородия и жизненного роста. Золото — символ богатства стабильности, уважения и интеллекта. Вторая составляющая экономики района — нефтяная отрасль — показана чёрными струями.
Чёрный цвет — символ скромности, мудрости, вечности бытия. Таким образом герб языком символов и аллегорий отражает культурные, природные и экономические особенности района.

## История герба
Разработка герба произведена Геральдическим советом при Президенте Республики Татарстан совместно с Союзом геральдистов России в составе:
Рамиль Хайрутдинов (Казань), Радик Салихов (Казань), Ильнур Миннуллин (Казань), Константин Мочёнов (Химки), Кирилл Переходенко (Конаково), Оксана Афанасьева (Москва), при участии Раиля Ямашева (пгт Джалиль), Эльмиры Аскаровой (с. Сарманово).